# Bassecoia siamensis
Bassecoia siamensis là một loài thực vật có hoa trong họ Kim ngân. Loài này được (Craib) B.L.Burtt mô tả khoa học đầu tiên năm 1999.